# Germigny-l'Évêque
Pour les articles homonymes, voir Germigny et L'Évêque.
Germigny-l'Évêque est une commune française située dans le département de Seine-et-Marne en région Île-de-France.

## Géographie

### Localisation
La commune est située rive gauche dans une boucle de la Marne face à la commune de Varreddes sur l'autre rive, à environ 8,7 km au nord-est de Meaux et à 4,1 km par la route, au nord de Trilport.

### Communes limitrophes
| Varreddes |                   | Congis-sur-Thérouanne |
|           | Germigny-l'Évêque | Isles-les-Meldeuses   |
| Poincy    | Trilport          | Armentières-en-Brie   |

### Géologie et relief
L'altitude de la commune varie de 42 mètres à 104 mètres pour le point le plus haut, le centre du bourg se situant à environ 51 mètres d'altitude (mairie). Elle est classée en zone de sismicité 1, correspondant à une sismicité très faible.

### Hydrographie

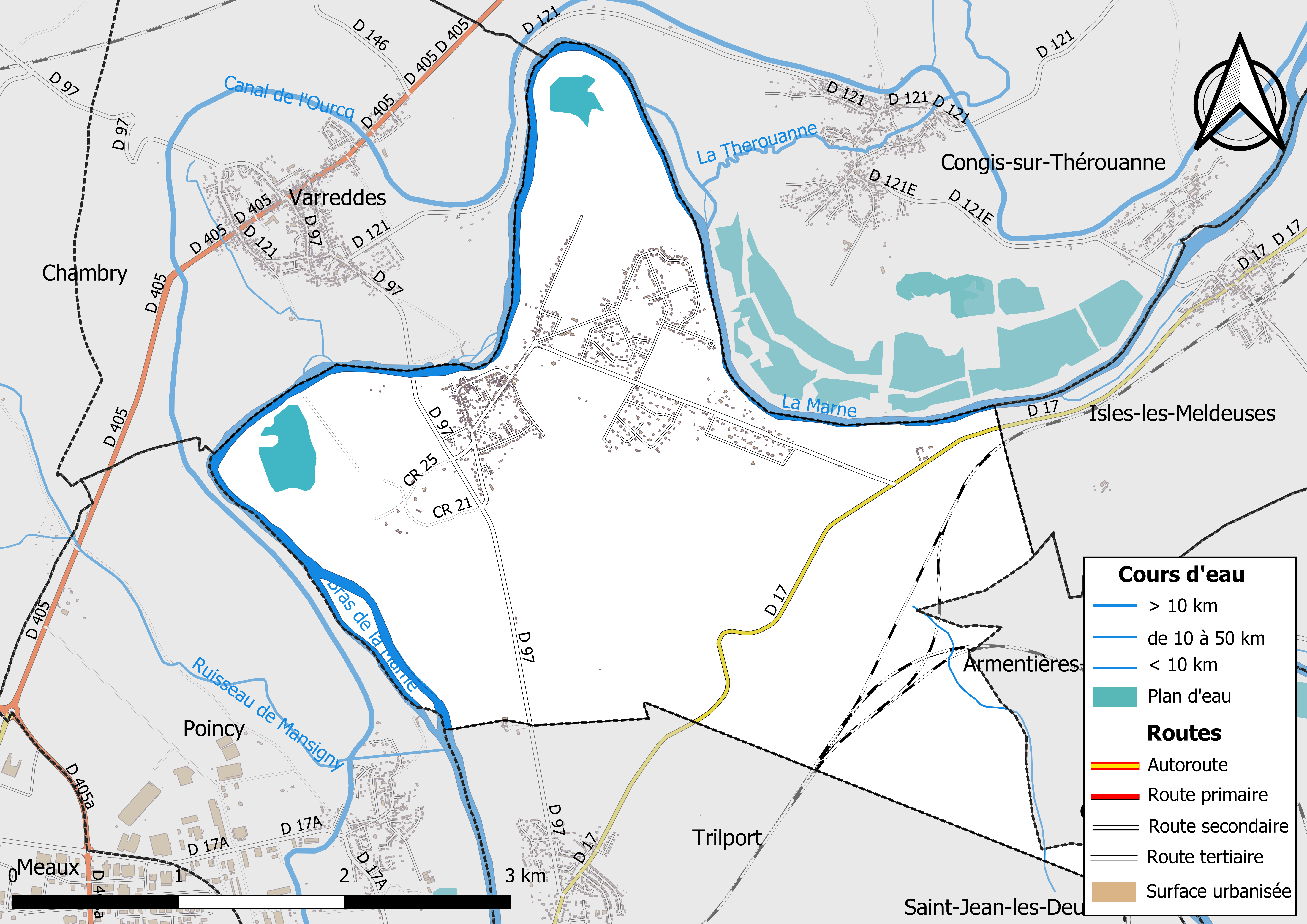
Carte des réseaux hydrographique et routier de Germigny-l'Évêque.

Le réseau hydrographique de la commune se compose de quatre cours d'eau référencés :
Le village est traversé par la rivière la Marne, longue de 514,26 km, principal affluent de la Seine, qui forme une boucle dans la partie Nord.
C'est une séparation avec la commune de Varreddes au nord-ouest et, avec la commune de Congis-sur-Thérouanne au nord-est (un bras de la Marne de 1,01 km). À l'ouest, la Marne se divise en deux bras, formant l'île Françon. Le bras de la rivière le plus à l'ouest, 1,48 km, délimite le territoire avec celui de Poincy. Le fossé 01 de la Motte l'Abbesse, 2,20 km délimite la commune avec Armentières-en-Brie.
La longueur linéaire globale des cours d'eau sur la commune est de 7,38 km.
Les bords de Marne sont parsemés de lacs : « La Sabotte du lac » à l'Ouest, et « Le Chanois » au nord-ouest, tandis que sur la commune de Congis-sur-Thérouanne, au nord-est, il y a aussi une zone importante de lacs, qui bordent la rivière.

### Climat
Pour des articles plus généraux, voir Climat de l'Île-de-France et Climat de Seine-et-Marne.
En 2010, le climat de la commune est de type climat océanique dégradé des plaines du Centre et du Nord, selon une étude du CNRS s'appuyant sur une série de données couvrant la période 1971-2000. En 2020, Météo-France publie une typologie des climats de la France métropolitaine dans laquelle la commune est exposée à un climat océanique altéré et est dans la région climatique Nord-est du bassin Parisien, caractérisée par un ensoleillement médiocre, une pluviométrie moyenne régulièrement répartie au cours de l’année et un hiver froid (3 °C).
Pour la période 1971-2000, la température annuelle moyenne est de 11,3 °C, avec une amplitude thermique annuelle de 14,7 °C. Le cumul annuel moyen de précipitations est de 713 mm, avec 11,1 jours de précipitations en janvier et 8,1 jours en juillet. Pour la période 1991-2020, la température moyenne annuelle observée sur la station météorologique la plus proche, située sur la commune de Changis-sur-Marne à 7 km à vol d'oiseau, est de 11,9 °C et le cumul annuel moyen de précipitations est de 710,1 mm,. Pour l'avenir, les paramètres climatiques de la commune estimés pour 2050 selon différents scénarios d'émission de gaz à effet de serre sont consultables sur un site dédié publié par Météo-France en novembre 2022.

### Milieux naturels et biodiversité

#### Réseau Natura 2000

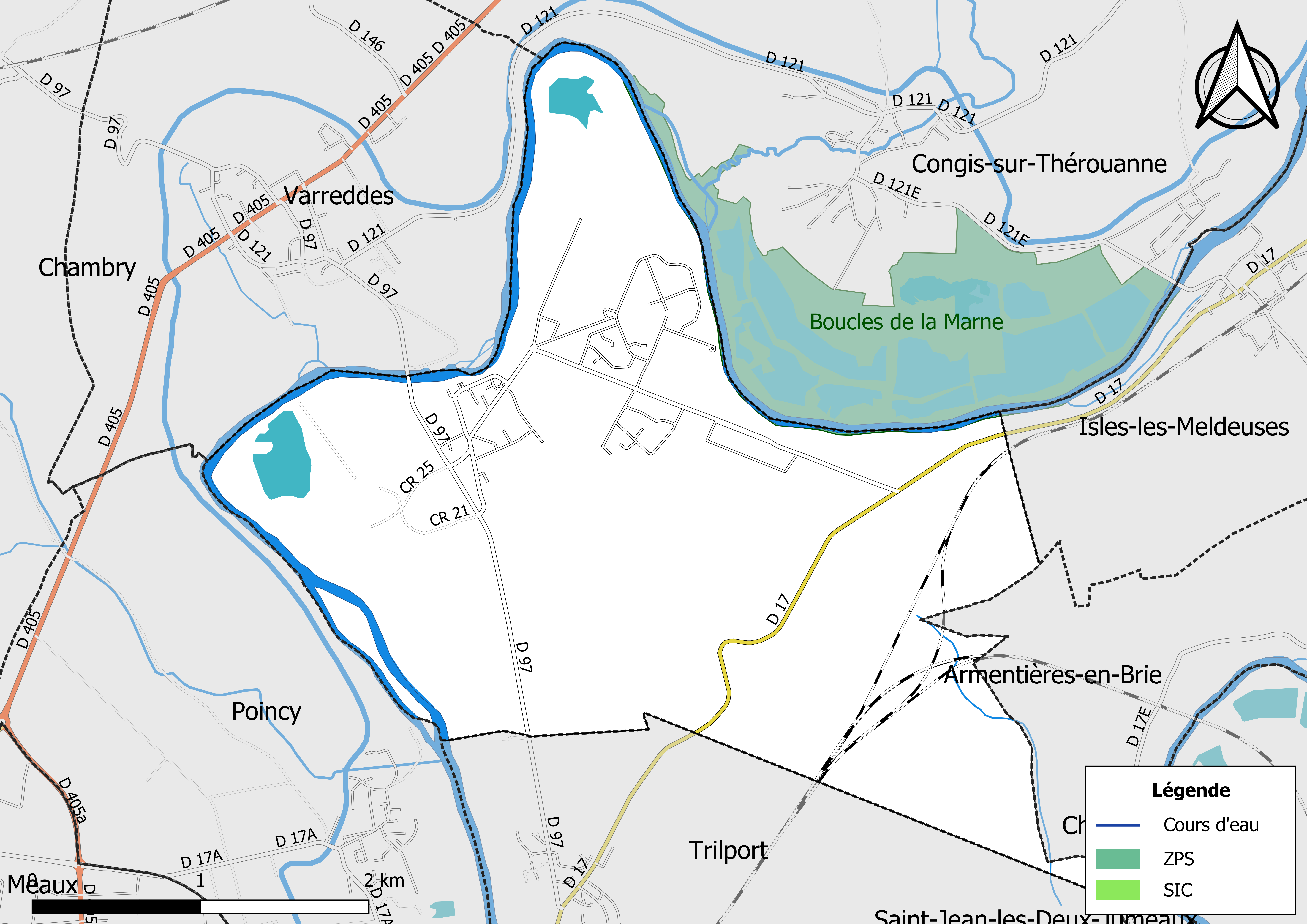
Sites Natura 2000 sur le territoire communal.

Le réseau Natura 2000 est un réseau écologique européen de sites naturels d’intérêt écologique élaboré à partir des Directives « Habitats » et « Oiseaux ». Ce réseau est constitué de Zones spéciales de conservation (ZSC) et de Zones de protection spéciale (ZPS). Dans les zones de ce réseau, les États Membres s'engagent à maintenir dans un état de conservation favorable les types d'habitats et d'espèces concernés, par le biais de mesures réglementaires, administratives ou contractuelles.
Un  site Natura 2000 a été défini sur la commune au titre de la « directive Oiseaux », :  
- les « Boucles de la Marne », d'une superficie de 2 641 ha, un lieu refuge pour une population d’Œdicnèmes criards d’importance régionale qui subsiste malgré la détérioration des milieux[17],[18].

#### Zones naturelles d'intérêt écologique, faunistique et floristique
L’inventaire des zones naturelles d'intérêt écologique, faunistique et floristique (ZNIEFF) a pour objectif de réaliser une couverture des zones les plus intéressantes sur le plan écologique, essentiellement dans la perspective d’améliorer la connaissance du patrimoine naturel national et de fournir aux différents décideurs un outil d’aide à la prise en compte de l’environnement dans l’aménagement du territoire.
Le territoire communal de Germigny-l'Évêque comprend quatre ZNIEFF de type 1,, : 
- la « Boucle de la Marne à Germigny l'Éveque » (125,4 ha), couvrant 3 communes du département[20] ;
- la « Carrière souterraine du Rezel » (0,06 ha)[21] ;
- l'« Étang de la Sabotte » (44,54 ha)[22] ;
- la « Forêt de Monceaux Aux Ponts d'Agieu » (109,07 ha)[23] ;

et une ZNIEFF de type 2,, 
la « Forêt domaniale de Montceaux » (1 304,43 ha), couvrant 5 communes du département.

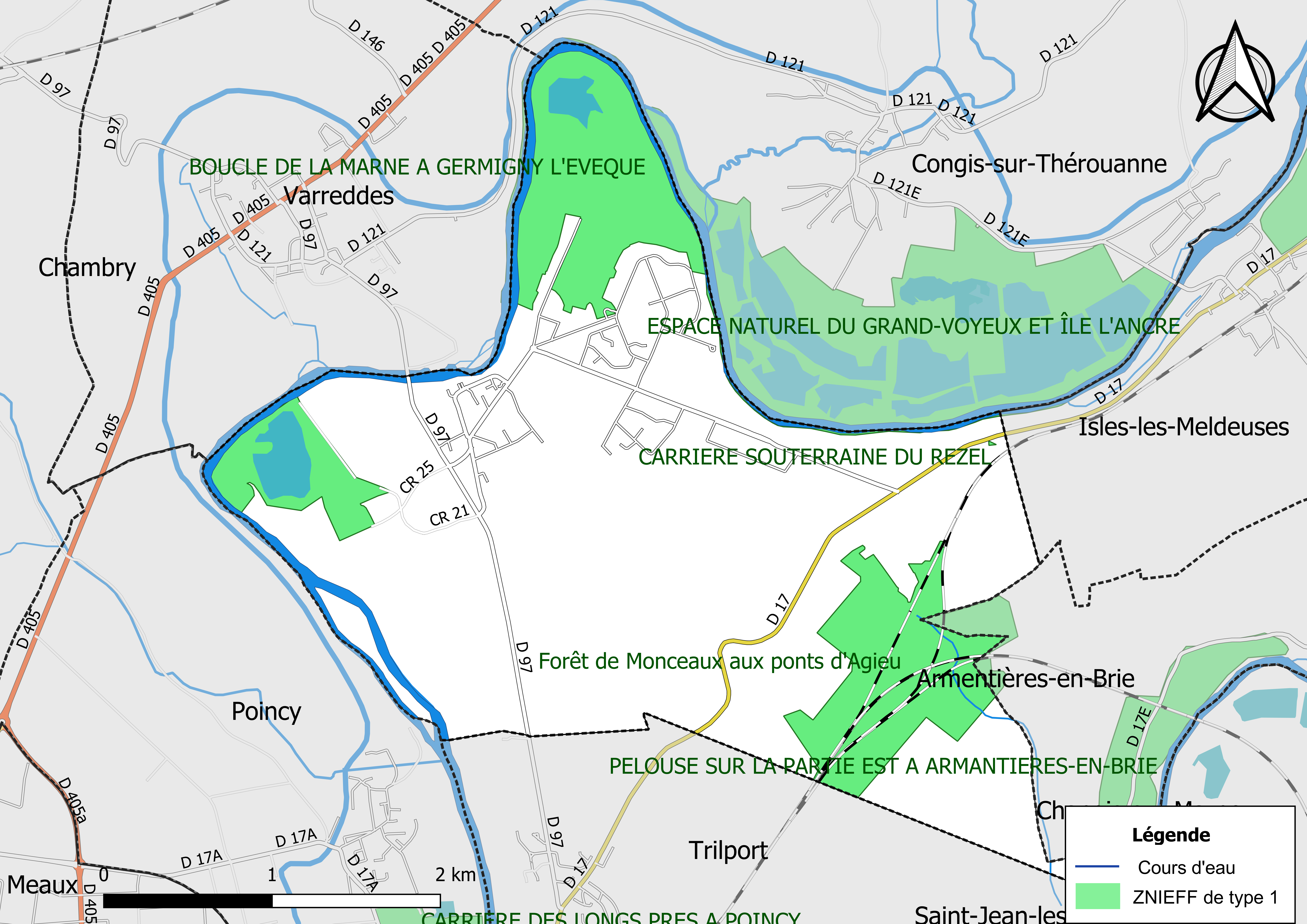
Carte des ZNIEFF de type 1 de la commune.
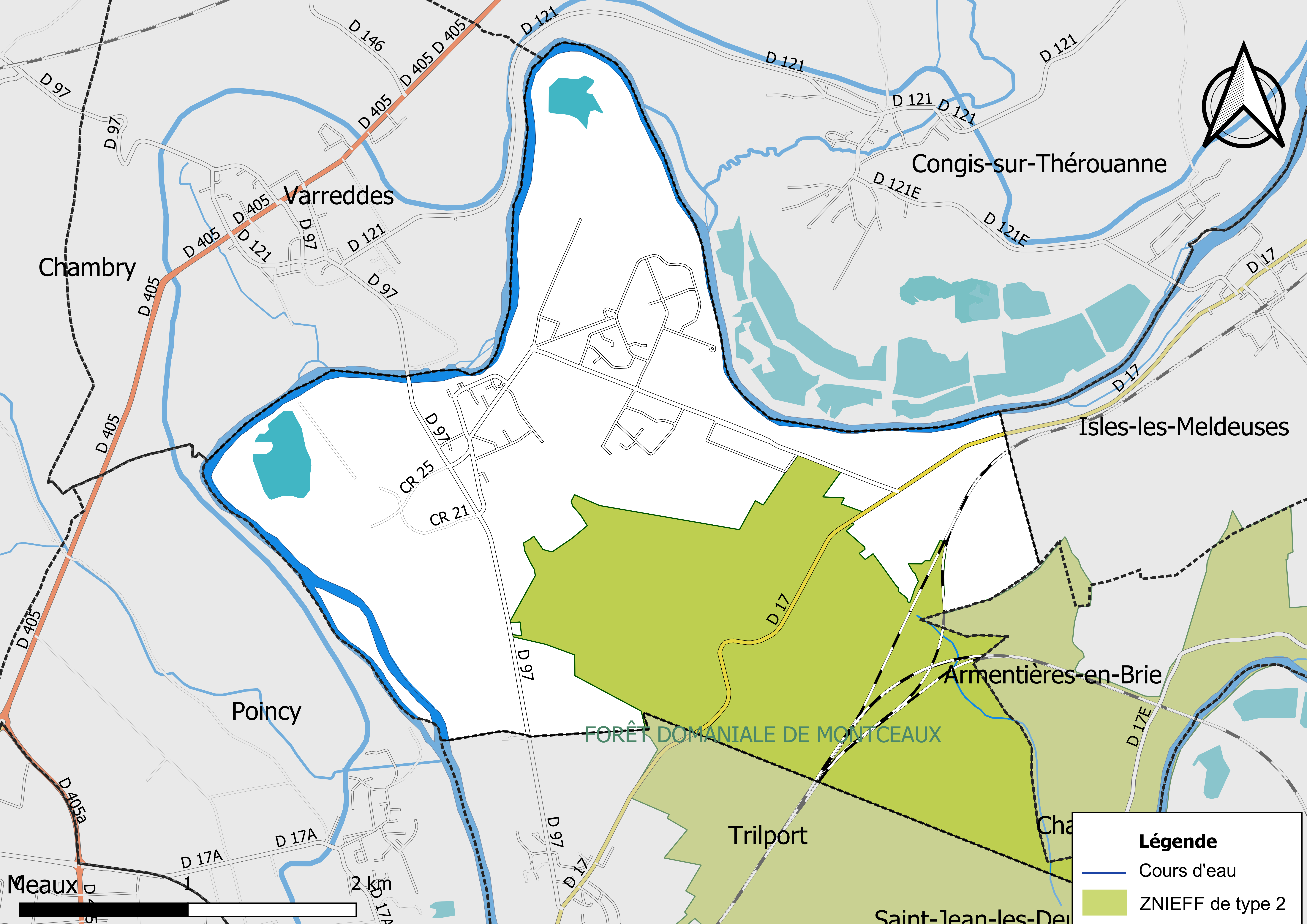
Carte des ZNIEFF de type 2 de la commune.

### Voies de communication et transports

#### Transports en commun
Le réseau de bus Meaux et Ourcq dispose d'une liaison régulière en bus ayant pour terminus la centre routier de Georges Claude, la ligne est la J. Cette ligne est aussi en correspondance sur son trajet avec la gare de Trilport.
Cette ligne fonctionne toute la semaine et le samedi, à une fréquence d'environ un bus par heure. Un service spécial desservant le collège de Trilport est également assuré.

#### Voie navigable
La Marne passant à Germigny permet la circulation de bateaux et péniches, mais aussi la navigation de plaisance,

## Urbanisme

### Typologie
Au 1er janvier 2024, Germigny-l'Évêque est catégorisée bourg rural, selon la nouvelle grille communale de densité à sept niveaux définie par l'Insee en 2022.
Elle est située hors unité urbaine. Par ailleurs la commune fait partie de l'aire d'attraction de Paris, dont elle est une commune de la couronne,. Cette aire regroupe 1 929 communes,.

### Lieux-dits, écarts et quartiers

#### Les quartiers
Le village est divisé en plusieurs entités urbaines distinctes. Les quartiers sont ainsi nommés :
- le Bourg, ou « vieux Germigny » ;
- Les Boucles-de-Marne ;
- Les Cents Arpents ;
- le Boulet.

Le vieux village est caractérisé par des habitations rapprochées, celui-ci contient notamment la mairie et l'église, ainsi que des bâtiments classés historiques. À l'inverse, l'architecture est homogène sur les autres quartiers, ceux-ci sont plus récents. Tous pavillonnaires, ils ont été construits par lotissements depuis 1960.
Une particularité du village est l'omniprésence de la végétation, le long de certaines routes et allées. Il y a également des espaces boisés publics, et de grandes propriétés boisées. L'ensemble confère à la commune un caractère rural.

#### Lieux-dits
La commune compte 66 lieux-dits administratifs répertoriés consultables ici dont 
l'île Françon, le Parc.

### Occupation des sols
En 2018, le territoire de la commune se répartit en 49,3 % de forêts, 27,7 % de terres arables, 11,9 % de zones urbanisées, 7,1 % de milieux à végétation arbusive et/ou herbacée, 3,9 % d’espaces verts artificialisés non agricoles et < 0,5 % de mines, décharges et chantiers,.

### Logement
En 2016, le nombre total de logements dans la commune était de 566 dont 96 % de maisons et 4 % d'appartements.
Parmi ces logements, 91,5 % étaient des résidences principales, 4,4 % des résidences secondaires et 4,1 % des logements vacants.
La part des ménages fiscaux propriétaires de leur résidence principale s'élevait à 91,8 % contre 7,2 % de locataires et 1 % logés gratuitement.

## Toponymie
Le village est mentionné pour la première fois en 1180 sous le nom « Germeni », puis en 1201 sous le nom « Germiniacum ».
Son nom provient du latin germinius, « rejeton, progéniture ».
Le surnom d'Evêque apparait en 1349 « Germigny l'Evesque sur Marne » en devenant la résidence des évêques de Meaux. Des écrits ont été retrouvés, datant de 1365, mentionnant indifféremment Germigny sur Marne de Germigny l’Evêque. Cela laisse penser que les deux noms ont été utilisés simultanément durant une longue période de l'histoire.
En 1793, au cours de la Révolution française, la commune porte dès lors le nom de Germigny-sur-Marne, avant de retrouver définitivement son nom actuel.

## Histoire

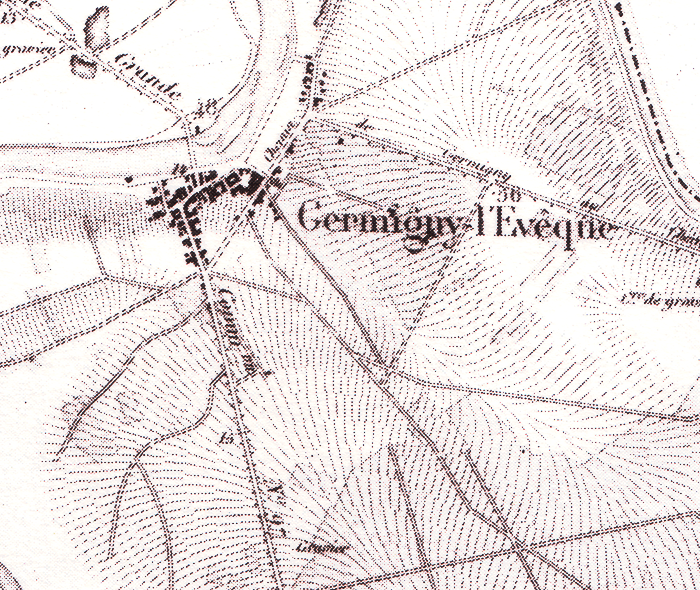
La commune de Germigny l'Evêque en 1883.

Germigny-l'Évêque est historiquement la résidence de campagne des évêques de Meaux, où notamment Bossuet séjourna dans la Résidence des évêques lors de son siège à Meaux le 7 mai 1682.

### Le pont de Germigny

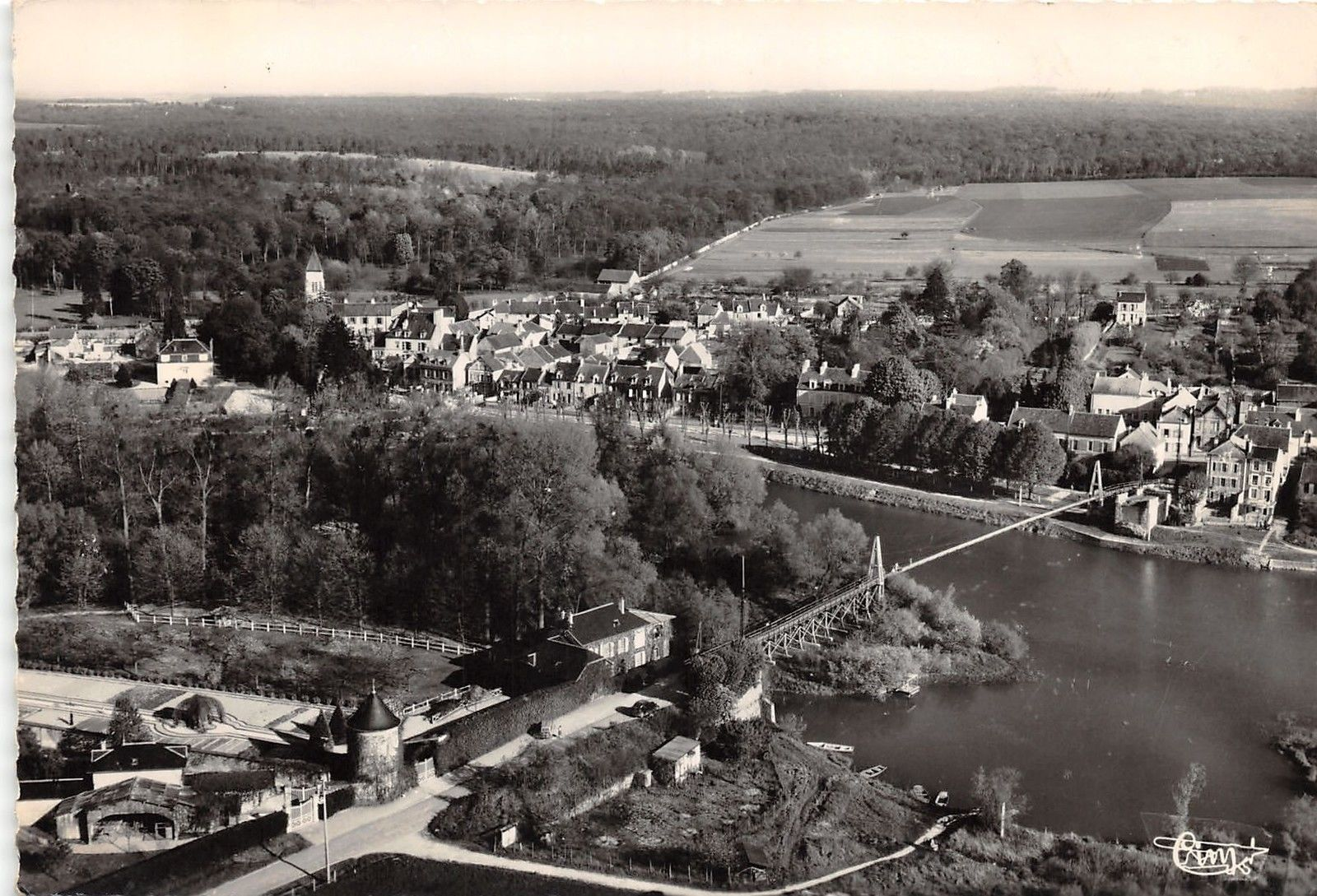
Vue aérienne du village, montrant la passerelle remplaçant provisoirement le pont détruit.

Anciennement, il n'y avait pas de pont reliant la commune à Varreddes. Ainsi, jusqu'au début du XIXe siècle, la traversée de la Marne se faisait à l'aide d'un bac.
À l'issue d'une demande de Georges Nuewens au conseil municipal du 22 novembre 1863, une étude régulière fut lancée pour permettre au chemin de grande communication no 97, reliant Iverny à Trilport de disposer d'un pont enjambant la Marne. La création d'un pont faciliterait la communication, favorisant en même temps l'augmentation de la circulation.
Il fut inauguré par une bénédiction le dimanche 17 juin 1883, avec la communion de 17 enfants, tandis que la fanfare de Trilport salua l'évêque.

#### Destructions
31 ans plus tard, le 8 septembre 1914, le pont a été détruit une première fois durant la Première Guerre mondiale par les soldats Allemands. Il fut ensuite réparé, pour être finalement détruit le 13 juin 1940 par les soldats Français. Depuis, seule la tête de pont reste visible.
Le pont fut remplacé par une passerelle provisoire après la guerre, puis remplacée ensuite par un pont américain de secours à une seule voie dans les années 1960. Celui-ci fut finalement remplacé en 1976 par le pont actuel, se situant sur la route départementale D97 allant jusqu'à Trilport, à l'écart du centre du village.

## Politique et administration

### Liste des maires

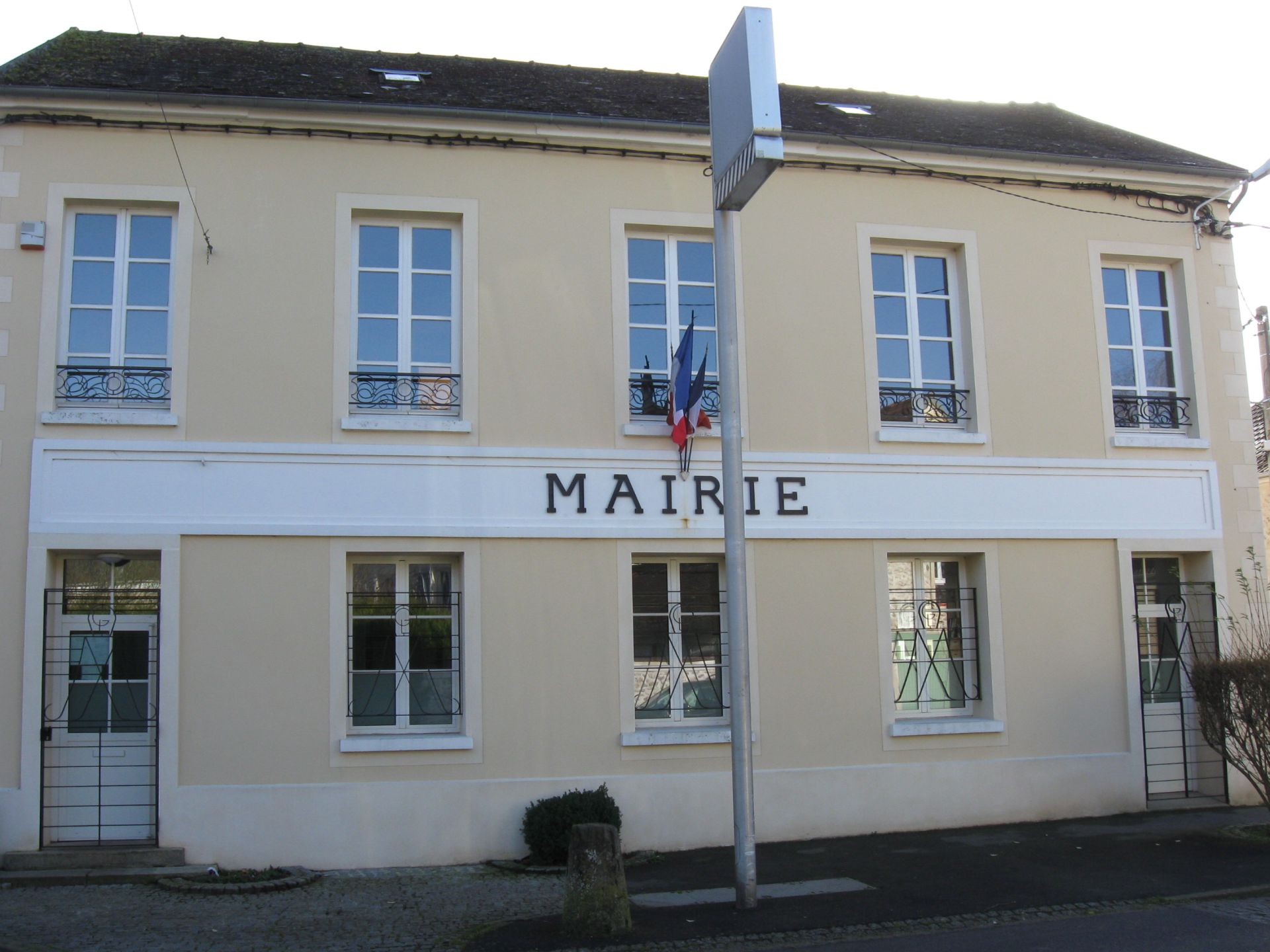
La mairie.

| Période                                  | Période       | Identité            | Étiquette | Qualité    |
| ---------------------------------------- | ------------- | ------------------- | --------- | ---------- |
| Les données manquantes sont à compléter. |               |                     |           |            |
| avant 1981                               | ?             | Raymond Gautheron   |           |            |
| 1995                                     | novembre 2001 | Michel Pichavant    |           | professeur |
| 2002                                     | 2014          | Patrick Rouillon    |           |            |
| mars 2014                                | En cours      | Aline Marie-Mellare | DVD       | avocate    |

## Population et société

### Démographie
Les habitants sont appelés les Germignois.
L'évolution du nombre d'habitants est connue à travers les recensements de la population effectués dans la commune depuis 1793. Pour les communes de moins de 10 000 habitants, une enquête de recensement portant sur toute la population est réalisée tous les cinq ans, les populations de référence des années intermédiaires étant quant à elles estimées par interpolation ou extrapolation. Pour la commune, le premier recensement exhaustif entrant dans le cadre du nouveau dispositif a été réalisé en 2005.

En 2022, la commune comptait 1 350 habitants, en évolution de +2,9 % par rapport à 2016 (Seine-et-Marne : +3,92 %, France hors Mayotte : +2,11 %).
| 1793 | 1800 | 1806 | 1821 | 1831 | 1836 | 1841 | 1846 | 1851 |
| ---- | ---- | ---- | ---- | ---- | ---- | ---- | ---- | ---- |
| 525  | 509  | 497  | 500  | 497  | 452  | 445  | 427  | 407  |

| 1856 | 1861 | 1866 | 1872 | 1876 | 1881 | 1886 | 1891 | 1896 |
| ---- | ---- | ---- | ---- | ---- | ---- | ---- | ---- | ---- |
| 383  | 404  | 359  | 351  | 329  | 283  | 296  | 279  | 293  |

| 1901 | 1906 | 1911 | 1921 | 1926 | 1931 | 1936 | 1946 | 1954 |
| ---- | ---- | ---- | ---- | ---- | ---- | ---- | ---- | ---- |
| 292  | 265  | 244  | 215  | 243  | 246  | 199  | 188  | 215  |

| 1962 | 1968 | 1975 | 1982 | 1990  | 1999  | 2005  | 2006  | 2010  |
| ---- | ---- | ---- | ---- | ----- | ----- | ----- | ----- | ----- |
| 210  | 232  | 514  | 675  | 1 369 | 1 356 | 1 285 | 1 280 | 1 358 |

| 2015  | 2020  | 2022  | - | - | - | - | - | - |
| ----- | ----- | ----- | - | - | - | - | - | - |
| 1 317 | 1 336 | 1 350 | - | - | - | - | - | - |

### Sports
- Tennis, judo, équitation.

### Manifestations culturelles et festivités
Diverses associations proposent des activités variées au sein de la commune, telles que des marchés, des brocantes, une course à pied, « la Germinoise », ainsi que diverses fêtes organisées lors d'évenements pendant l'année. On peut également retrouver des expositions de voitures de collection, de la pêche, du théâtre... Ces associations sont répertoriées sur le site web de la mairie.

## Économie

### Revenus de la population et fiscalité
En 2019, le nombre de ménages fiscaux de la commune était de 522, représentant 1 317 personnes et la  médiane du revenu disponible par unité de consommation  de 28 910 euros.

### Emploi
En 2018, le nombre total d’emplois dans la zone était de 64, occupant 609 actifs  résidants (dont 6,6 % dans la commune de résidence et 93,4 % dans une commune autre que la commune de résidence).
Le taux d'activité de la population (actifs ayant un emploi) âgée de 15 à 64 ans s'élevait à 71,3 % contre un taux de chômage de 6,4 %.
Les 22,4 % d’inactifs se répartissent de la façon suivante : 8,4 % d’étudiants et stagiaires non rémunérés, 9 % de retraités ou préretraités et 5,1 % pour les autres inactifs.

### Secteurs d'activité

#### Entreprises et commerces
Au 31 décembre 2019, le nombre d’unités légales et d’établissements (activités marchandes hors agriculture) par secteur d'activité était de 78 dont 5 dans l’industrie manufacturière, industries extractives et autres, 21 dans la construction, 17 dans le commerce de gros et de détail, transports, hébergement et restauration, 1 dans l’Information et communication, 6 dans les activités financières et d'assurance, 4 dans les activités immobilières, 14 dans les activités spécialisées, scientifiques et techniques et activités de services administratifs et de soutien, 4 dans l’administration publique, enseignement, santé humaine et action sociale et 6 étaient relatifs aux autres activités de services.
En 2020, 12 entreprises ont été créées sur le territoire de la commune, dont 11 individuelles.
Au 1er janvier 2022, la commune disposait de  8 chambres d’hôtels dans un établissement (le Gonfalon) et ne possédait aucun terrain de  camping.
Germigny-l’Évêque centre son activité agricole sur la céréaliculture. Le village dispose également d'une usine qui réalise l'extraction du sable de la rivière.

## Culture locale et patrimoine

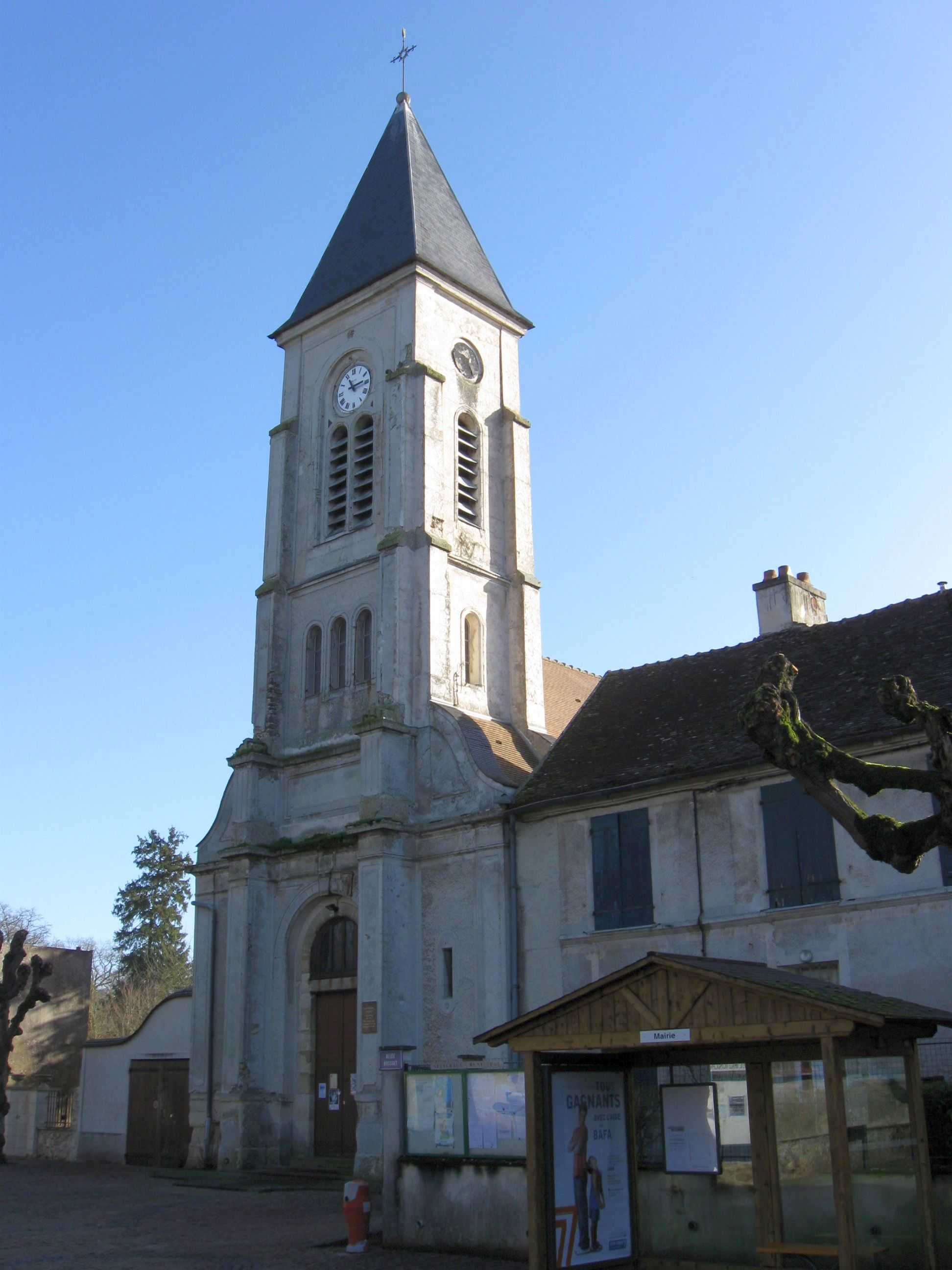
L'église Saint-Barthélemy.

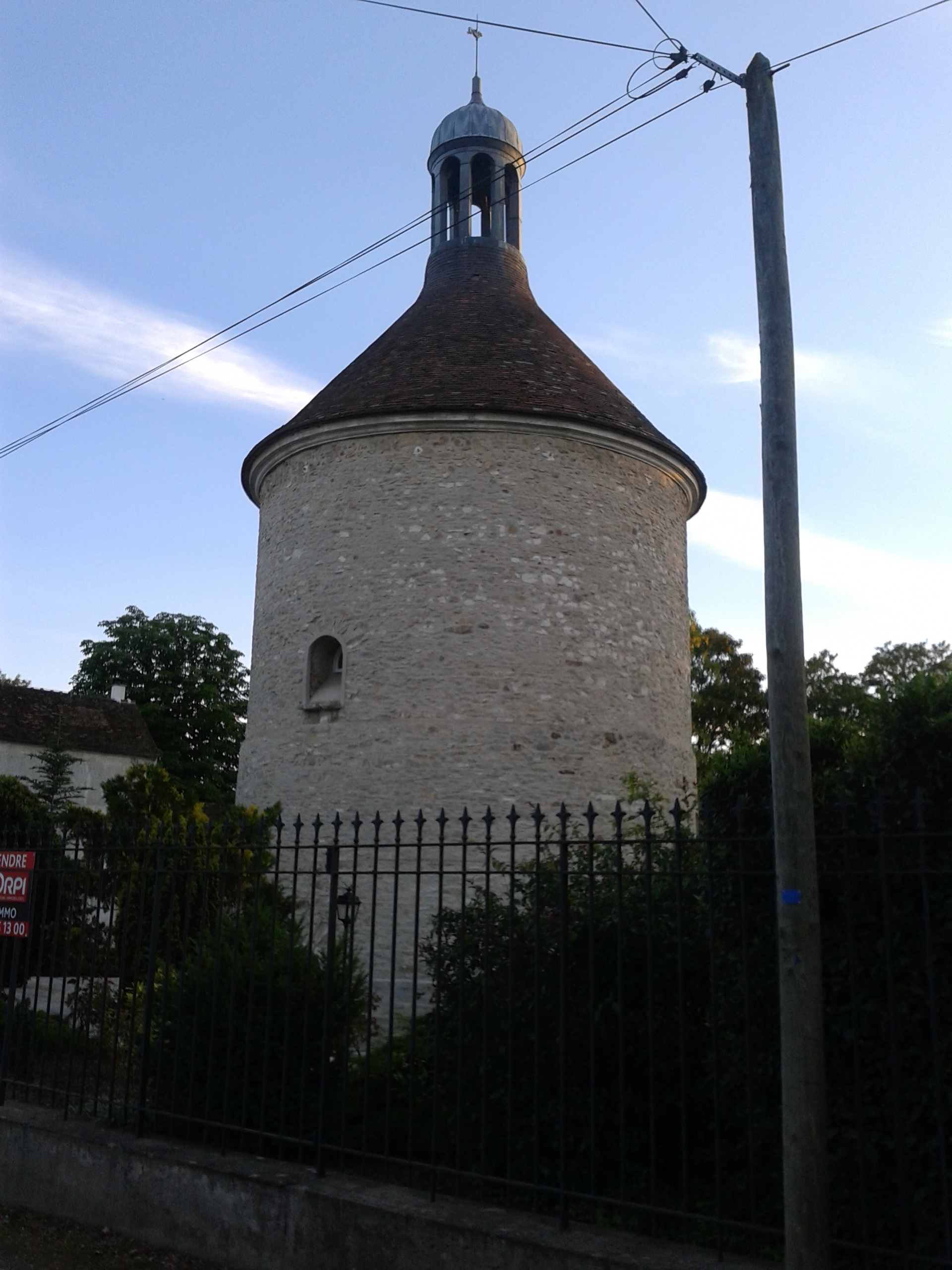
Le Colombier, vestige de la résidence des évêques.

### Monuments et lieux remarquables
La commune compte deux monuments répertoriés à l'inventaire des monuments historiques (Base Mérimée) :
- Jardin d'agrément et parc du palais d'été des évêques de Meaux   Inscrit MH[54] ;
- Ancienne maison de plaisance du baron et domaine connexe dit des Terrasses   Inscrit MH[55].

### Autres lieux et monuments
- Église Saint-Barthélemy, XVIIe et XIXe siècle
- Colombier, XVIIIe siècle, vestige de la résidence des évêques
- Forêt domaniale de Montceaux
- Bords de la Marne
- Ancien pont reliant Varreddes à Germigny, dont il ne reste plus que la tête de pont, depuis sa destruction le 13 juin 1940[56]

### Personnalités liées à la commune
- Bossuet (1627-1704), séjourna souvent dans la résidence des évêques de Meaux.
- Antoine-Jean-François Ménager (1756-1826), homme politique né et décédé à Germigny-l'Évêque, maire de Germigny-l'Évêque en 1808, député de Seine-et-Marne.
- Léon de Perthuis de Laillevault (1757-1818), architecte.
- Joop Zoetemelk (né en 1946), coureur cycliste.